# Schöckingen

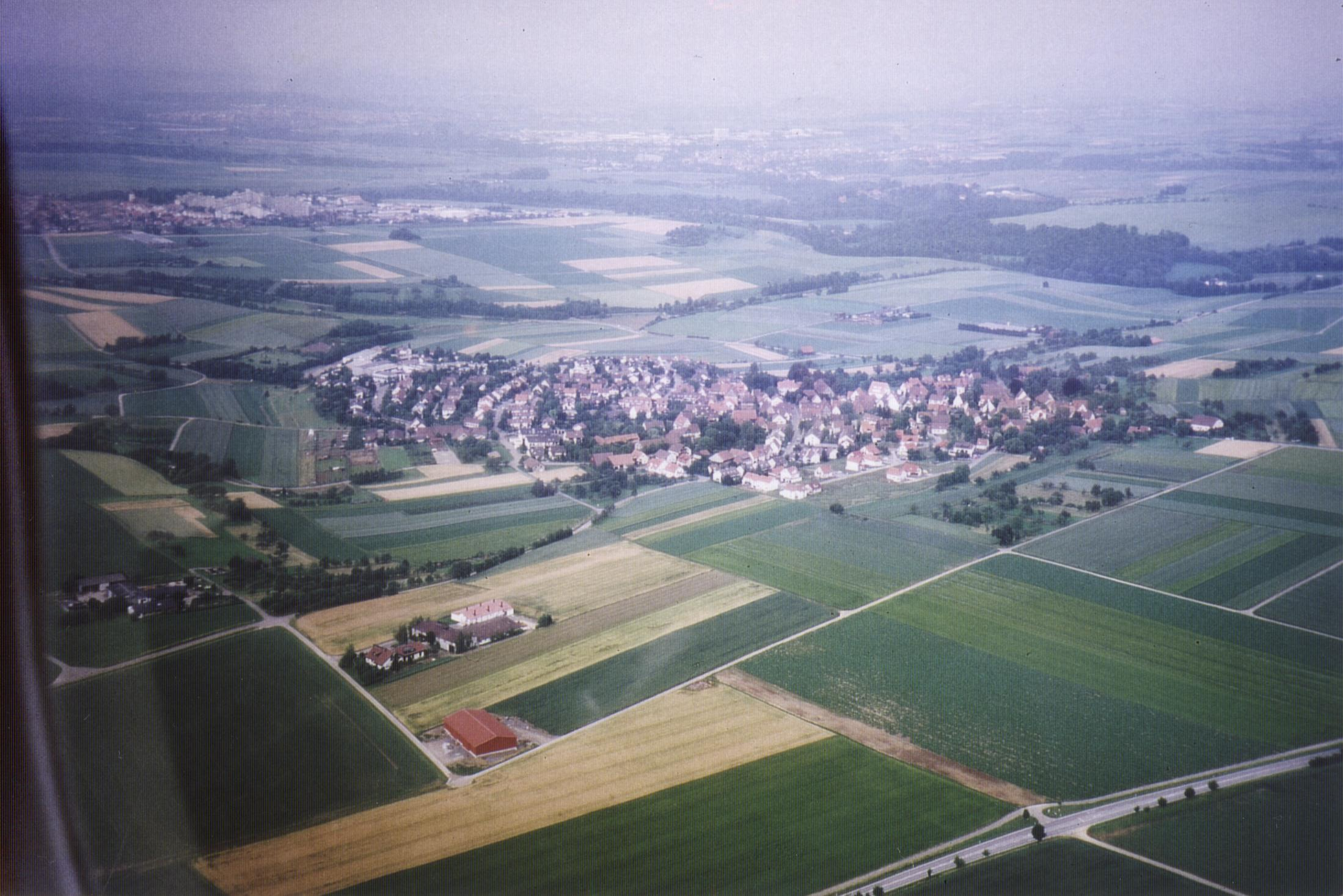
Luftbild von Schöckingen, im Vordergrund die Greuthöfe

Schöckingen ist der kleinste Ortsteil der Großen Kreisstadt Ditzingen im baden-württembergischen Landkreis Ludwigsburg.

## Geographie

### Nachbarorte
An Schöckingen grenzen die Markungen Hemmingen im Norden, Münchingen im Osten, Hirschlanden im Südosten, Höfingen im Süden und Heimerdingen im Westen an.

### Ortsgliederung
Zu Schöckingen gehören die Schöckinger Talmühle sowie die im Zuge der Flurbereinigung gebildeten Aussiedlerhöfe (Wohnplätze) Greuthöfe und Keltenhöfe, deren Namen durch Beschluss des Ortschaftsrats vom 22. Februar 1974 festgesetzt wurden.

## Geschichte

### Ur- und Frühgeschichte

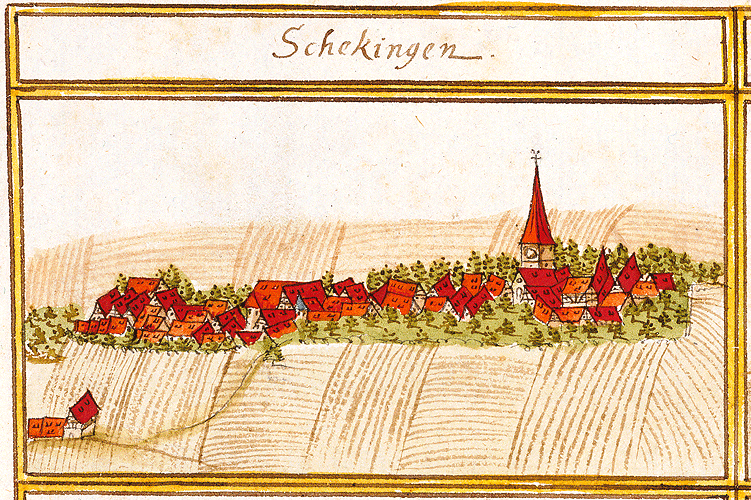
Schöckingen 1682, Forstlagerbuch von Andreas Kieser

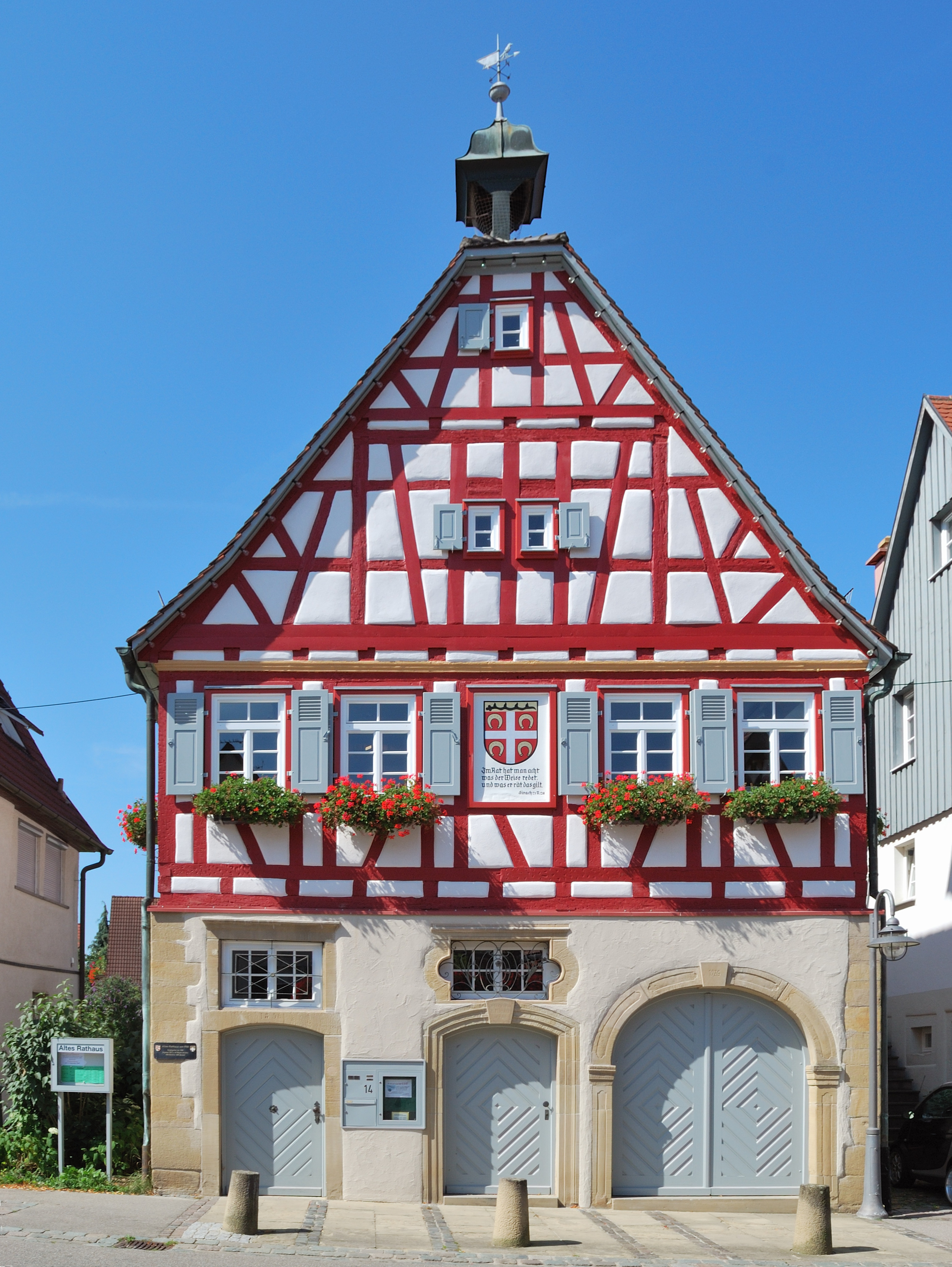
Das Alte Rathaus

Funde aus dem Neolithikum verweisen auf eine Besiedlung der Schöckinger Markung seit dem 4. Jahrtausend v. Chr. Zwischen 550 und 380 v. Chr. stand die Gegend wohl unter dem Einfluss der Keltensiedlung auf dem Hohenasperg. Im heutigen Ortskern wurde 1951 ein reich ausgestattetes hallstattzeitliches Frauengrab gefunden. Es galt zur Zeit seiner Bergung als eines der reichsten Frauengräber in Südwestdeutschland. Genetische Untersuchungen belegten eine nahe Verwandtschaft der dort Beigesetzten zum Keltenfürsten von Hochdorf.
Um 80 v. Chr. besiedelten römische Legionäre die Region. An drei Stellen auf der Markung sind römische Landsiedlungen nachweisbar. Nach dem Abzug der römischen Truppen und Siedler Anfang des 4. Jahrhunderts erfolgte die  Neubesiedlung durch eindringende alamannische Familienverbände. Die früheste alamannische Siedlung in Schöckingen wird auf das 5. Jahrhundert datiert. Bei der Erschließung des Baugebiets „Grabenstückle“ wurde 1972 ein Begräbnisplatz aus der Zeit um 450 mit 49 alamannischen Gräbern freigelegt, der bis um 750 genutzt wurde.

### Mittelalter
746 beseitigte der fränkische Hausmeier Karlmann das alamannische Dukat und brachte die Region unter direkte fränkische Hoheit. 814 wird das Dorf Schöckingen anlässlich der Schenkung von einer Hube und 26 Leibeigenen an das Kloster Lorsch im Lorscher Codex als Skekinga erstmals urkundlich erwähnt.
Im Hochmittelalter war Schöckingen Teil des Glemsgaus, der im 11. und 12. Jahrhundert unter der Herrschaft der Grafen von Calw und nach deren Erlöschen vorübergehend unter welfischer Hoheit stand. Vor 1181 ging er an die Pfalzgrafen von Tübingen über. Graf Ulrich von Tübingen-Asperg verkaufte 1308 seine letzten Besitzungen im Glemsgau an Graf Eberhard I. von Württemberg, womit die Landesherrschaft an die Württemberger Grafen fiel.
Die Ortsherrschaft hatten noch Anfang des 14. Jahrhunderts die Grafen von Vaihingen. 1344 besaßen Wolf und Brenmul von Osweil je die Hälfte des Dorfes als vaihingisches bzw. württembergisches Lehen. Ihre Familie war schon 1300 in Schöckingen begütert und starb 1390 aus. Weiteren Anteil hatten Hans und Wilhelm von Kaltental, die ein Viertel und den Fronhof von den Herren von Venningen erworben hatten und 1414 und 1429 damit belehnt wurden. 1430 veräußerten Wilhelm und Hans von Kaltental ihren Anteil an Hans von Nippenburg. Ein weiteres Viertel war 1413 im Besitz des Jost Bürger und kam um 1430 an die Nippenburger. Mit einer Hälfte des Dorfes waren im 14. Jahrhundert die von Venningen belehnt, die 1420 auch den Burgstall besaßen. Bis 1485 fiel der gesamte Besitz sukzessive an die Herren von Nippenburg. Als sie 1646 ausstarben, wurde das Dorf zum württembergischen Kammergut gezogen. Das Schloss Schöckingen war 1651 bis 1659 Witwensitz von Anna Sabina von Württemberg, der Witwe des Herzogs Julius Friedrich.

### Schöckingen und die Herren von Gaisberg
Am 11. April 1660 wurde Ulrich Albrecht von Gaisberg mit dem Schloss belehnt. 1718 erhielt Friedrich Albrecht von Gaisberg auch das Dorflehen, das die bisher noch vom Herzog zurückbehaltenen Teile des früheren nippenburgischen Lehens umfasste. Seine Erträge waren bisher durch den Keller in Leonberg eingezogen worden. Mit dem Dorflehen verbunden waren Vogtei- und Niedergericht in Dorf und Markung, Umgeld, Frevel und Strafen, die niedere Jagd und ein Anteil am Bürgergeld. Bis Anfang des 19. Jahrhunderts wurde Schöckingen als amtsfrei betrachtet. Die Funktionen des Oberamts übten Gaisbergische Amtmänner aus. Erst seit 1806 wird das Dorf dem Oberamt Leonberg zugerechnet.

### Schöckingen bis Mitte des 20. Jahrhunderts
Bis zum Zweiten Weltkrieg blieb die Gemeinde überwiegend bäuerlich geprägt. Neben den Vollerwerbslandwirten führten auch die Handwerker in der Regel eine Nebenerwerbslandwirtschaft. Bis in die zweite Hälfte des 18. Jahrhunderts wurde auch Weinbau betrieben. Flurnamen wie Wengertgärtle oder Junge Weingärten erinnern daran. Versuche zur Wiederbelebung des Weinbaus im 19. Jahrhundert sind gescheitert. 1564 wird erstmals eine Ziegelhütte genannt, die nach 1852 eingegangen ist. Auf Schöckinger Markung bestanden zudem mehrere kleinere Steinbrüche, die Straßenschotter und Werksteine lieferten, sowie im Ort um 1900 eine kleine mechanische Stoffschuhfabrik.
1908 gehörte Schöckingen zu den Gründungsmitgliedern der Strohgäuwasserversorgungsgruppe, die die Kommune seither mit Trinkwasser versorgt.

### Nach dem Zweiten Weltkrieg
Die Nachkriegszeit waren durch die Integration von Heimatvertriebenen und einen schnell einsetzenden Strukturwandel charakterisiert, der mit der in den Jahren 1965 bis 1975 durchgeführten Flurbereinigung seinen Höhepunkt erfuhr. Drei landwirtschaftliche Betriebe und eine Gärtnerei wurden in die Feldmark ausgesiedelt. Viele kleinere bäuerliche Betriebe gaben die Landwirtschaft ganz auf. Das Dorf entwickelte sich zunehmend zur Wohn- und Pendlergemeinde. Nördlich des historischen Ortskerns entstand in den Gewändern "Gässle", "Junge Weingärten" und "Brechloch" in den 1950er bis 1970er Jahre ein größeres Neubaugebiet. Ein kleines, in den 1960er Jahren ausgewiesenes Industrie- und Gewerbegebiet blieb dagegen ohne große Bedeutung.
An der Spitze der Verwaltung stand ab 1954 Bürgermeister Adolf Herrmann. In seine Amtszeit fallen neben den strukturellen Veränderungen auch die Gründung des Schulverbands mit der Nachbargemeinde Hirschlanden und der Bau der dortigen Gemeinschaftsschule. Das bisherige Volksschulgebäude wurde zum Rathaus umgebaut.
1968 überschritt die Einwohnerzahl erstmals die Grenze von 1000. Die Zielplanung der Gebietsreform in Baden-Württemberg wies Schöckingen der Mittelpunktgemeinde Ditzingen zu. Der Schöckinger Gemeinderat verhandelte sowohl mit der Nachbargemeinde Hirschlanden als auch mit Ditzingen über eine Eingliederung und votierte schließlich für die Eingemeindung nach Ditzingen, die mit dem 1. Juli 1971 rechtskräftig wurde. Der bisherige Bürgermeister Herrmann wurde zum Ortsvorsteher ernannt und schied erst 1974 aus dem Amt aus.
In den 1990er Jahren wurde eine behutsame Ortssanierung durchgeführt, die das charakteristische Ortsbild mit seinen Fachwerkhäusern bewahrte.

## Wappen und Farben
Unter goldenem Schildhaupt, darin eine liegende schwarze Hirschstange, in Rot ein durchgehendes silbernes Kreuz, bewinkelt von vier goldenen Hufeisen. Die Hirschstange zeugt von der Zugehörigkeit des Ortes zu Württemberg. Das silberne Kreuz steht für den Ortsheiligen Mauritius, während die vier Hufeisen in Anlehnung an das frühere Ortssiegel in das 1927 geschaffene Wappen aufgenommen wurden. Die Hufeisen gehen vermutlich auf ein altes Fleckenzeichen zurück.
Zu Ortsfarben bestimmte der Gemeinderat am 2. März 1956 Weiß-Rot (Silber-Rot).

## Kultur und Sehenswürdigkeiten

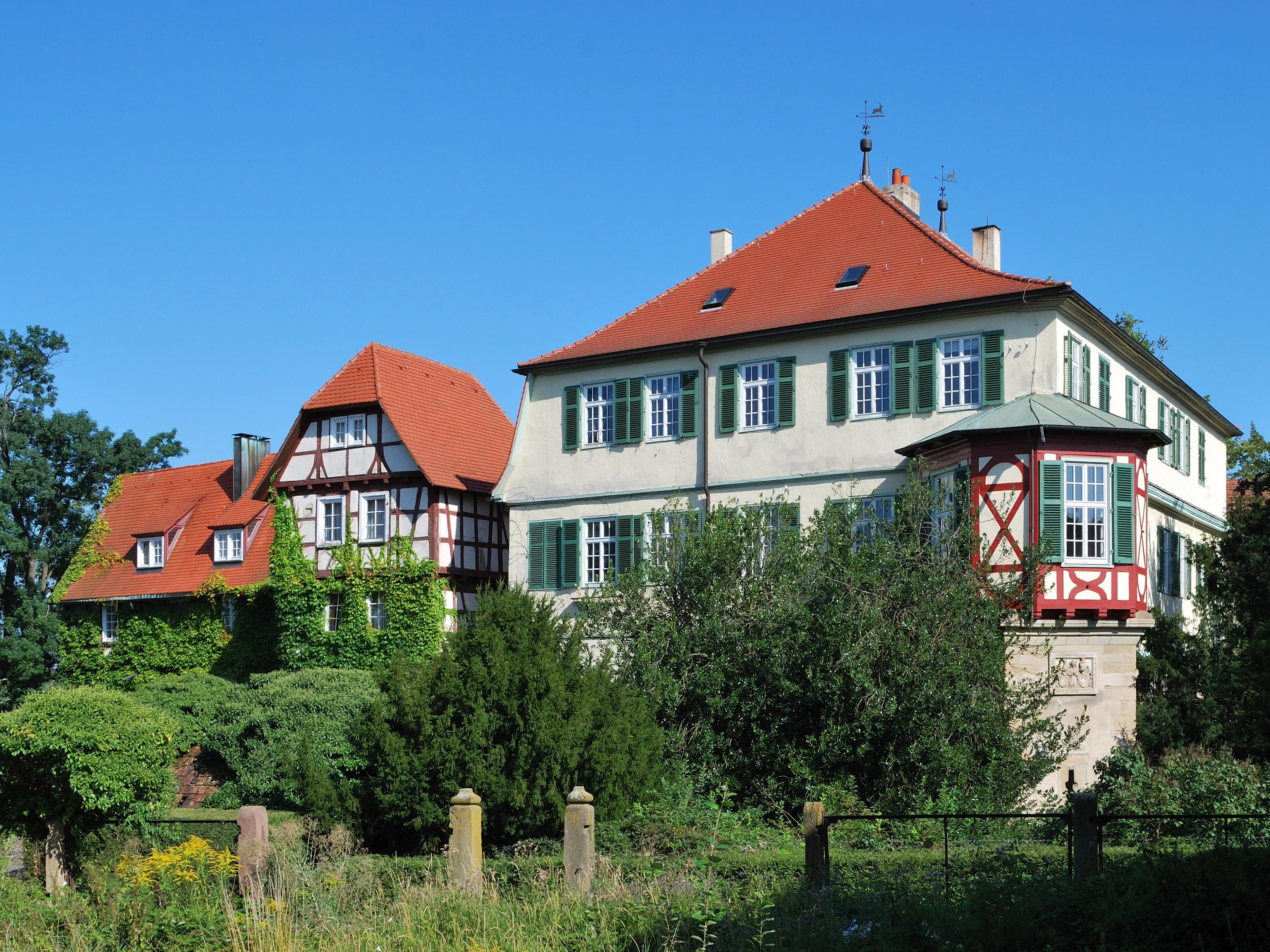
Das Schöckinger Schloss

Im Ortsteil Schöckingen befindet sich das gleichnamige Schloss Schöckingen, das sich noch zum Teil in Privatbesitz der Familie von Gaisberg-Schöckingen befindet. Seit Ende der 1970er Jahre befinden sich das Torhaus, das angrenzende Wohnschiff, der Nord- und Westflügel sowie der Schlosspark im Besitz des Architekten Manfred Osterwald.
Der historische Ortskern zeichnet sich durch einen größeren Bestand an denkmalgeschützten Fachwerkhäusern aus. 1993 wurde Schöckingen mit der Silbermedaille, 1998 mit der Goldmedaille des Wettbewerbs Unser Dorf soll schöner werden – Unser Dorf hat Zukunft ausgezeichnet.

## Wirtschaft und Infrastruktur

### Wirtschaft
Erst nach dem Zweiten Weltkrieg gab es Ansätze zur Ansiedlung von Industrie und Gewerbe. Am nördlichen Ortsrand wurden 1961 und 1970 im Bebauungsplan Flächen für Industrie ausgewiesen.

### Verkehr und Infrastruktur
Von Schöckingen erreicht man über Hirschlanden die S-Bahn-Haltestelle in Ditzingen mit der Buslinie 623. Die Buslinie 651 sorgt für die Verbindung über Höfingen zur S-Bahn-Haltestelle in Leonberg bzw. über Hemmingen zur Haltestelle der Strohgäubahn.
Über den Zubringer der Bundesstraße 10 in Münchingen erreicht man die Bundesautobahn 81 Ausfahrt Stuttgart-Zuffenhausen nach rund 9 Kilometer oder über die Umgehungsstraße in Hirschlanden und Ditzingen nach rund 6 km die Bundesautobahn 81 Ausfahrt Stuttgart-Feuerbach. Bis 12. November 2009 verlief der überörtliche Verkehr durch die engste Straße im Landkreis Ludwigsburg. Mit der Eröffnung der Umgehungsstraße wird der Verkehr östlich der bestehenden Ortslage umgeleitet.
Zum Einkaufen gibt es in Schöckingen neben einem Laden für die tägliche Nahversorgung in der Ortsmitte eine Bäckerei, eine Gärtnerei und mehrere Bauernhöfe, die ihre Ware vor Ort verkaufen. Der nächste Einkaufsmarkt befindet sich im Nachbarort Hirschlanden.

### Öffentliche Einrichtungen

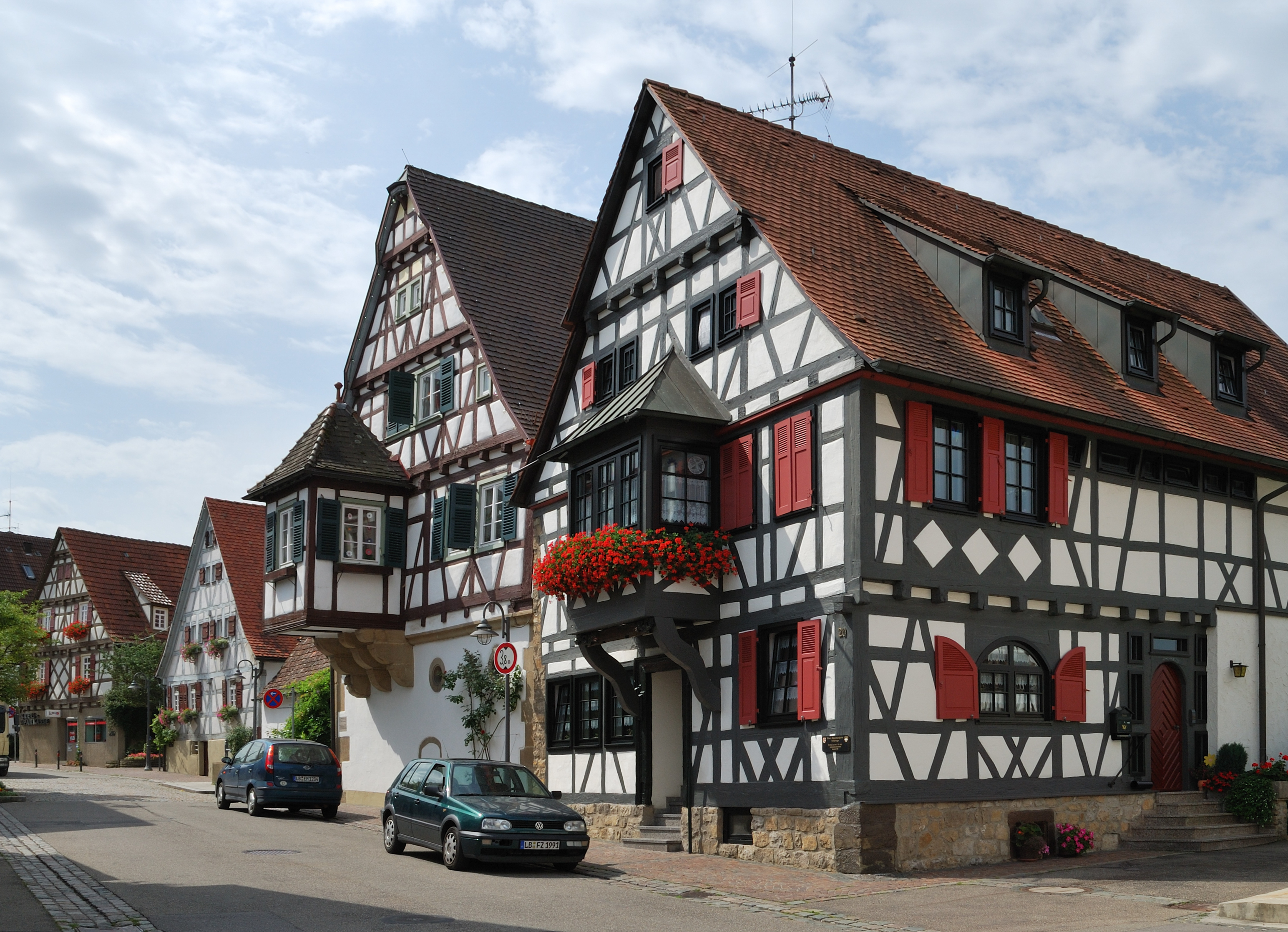
Die Schlossstraße mit der ehemaligen Nippenburgischen Hofanlage und dem ev. Pfarrhaus

Schöckingen besitzt ein Bürgeramt, eine Bibliothek und einen Kindergarten. Die Freiwillige Feuerwehr Schöckingen sorgt seit 1808 für den Brandschutz und allgemeine Hilfeleistungen.

### Bildung
Die Anfänge des Schulwesens in Schöckingen gehen auf die Einführung der Reformation in Württemberg (1534) zurück. Aus der Schule gegenüber dem Pfarrhaus wurde später das neue Rathaus. Seither besuchen die Grund- und Hauptschüler eine gemeinsame Schule zusammen mit dem Nachbarort Hirschlanden (Theodor-Heuglin-Grund- und Hauptschule). Realschule und Gymnasium befinden sich im Schulzentrum Glemsaue in Ditzingen.

## Religion

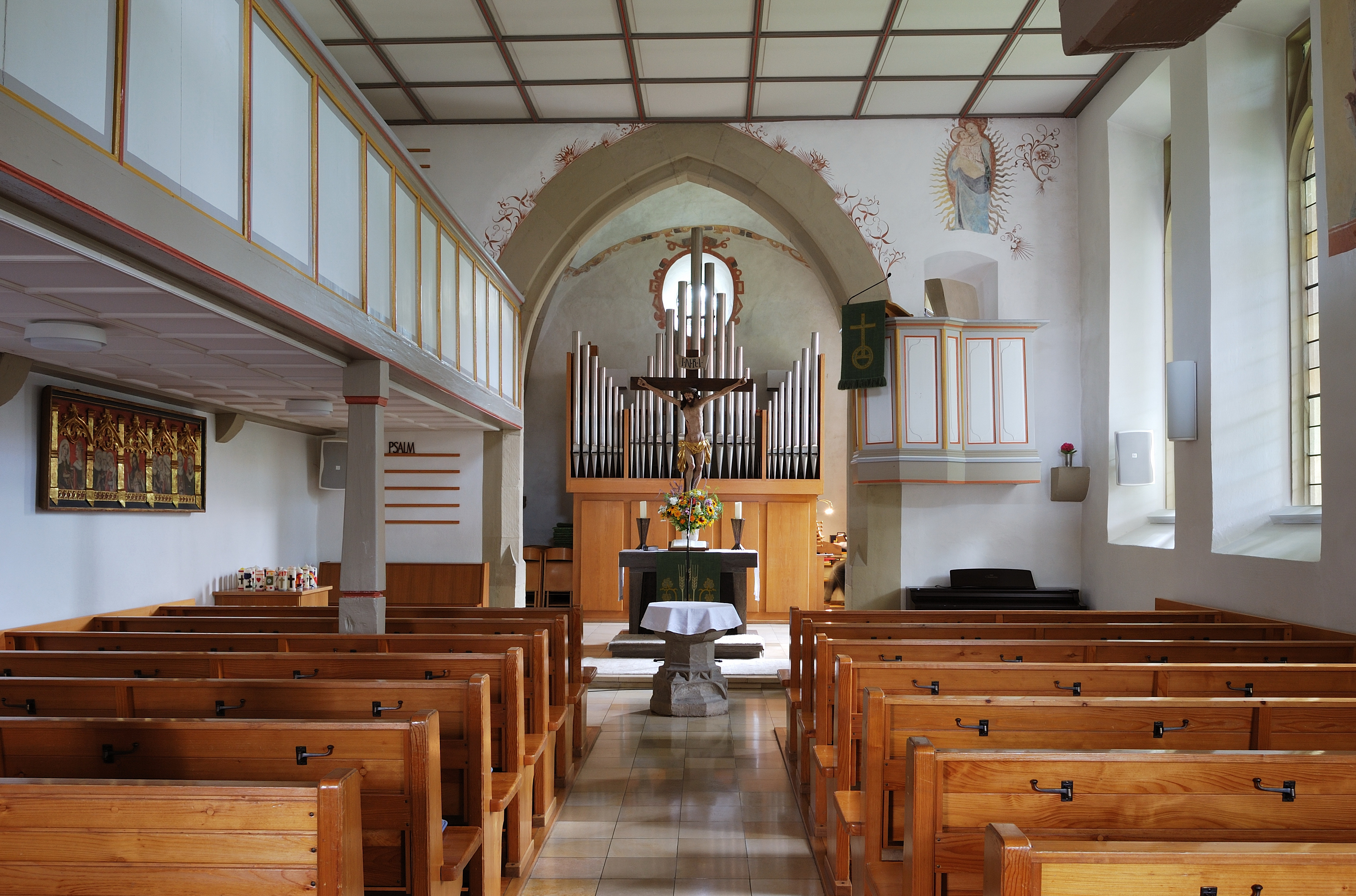
Die Mauritiuskirche

Erst 1599 wurde Schöckingen protestantisch, nachdem es 1555 zum Augsburger Religionsfrieden gekommen war und jeder Fürst das Recht hatte, in seinem Land die von ihm bevorzugte Religion einzuführen. Da die Ortsherren die Konfession für ihre Untertanen festlegten, kam es erst nach einem Jagdfrevel in den herzöglichen Wäldern des Martin von Nippenburg zur Reformation. Als Strafe wurde am 25. August 1598 dem Ortsherrn das Lehen entzogen und dies nochmals am 18. Oktober bestätigt. Schließlich lenkte der Herzog im Dezember 1598 ein und gab das Lehen an die vier Söhne des Martin von Nippenburg. Herzog Friedrich I. machte allerdings die Auflage, den Messpriester innerhalb eines Monats abzuschaffen und den lutherischen Pfarrer Johann Vischer aus Reichenbach als ersten evangelischen Pfarrer in Schöckingen einzusetzen.
Am 25. März 1599 zog der erste evangelische Pfarrer in das bereits 1594 für den katholischen Pfarrer erbaute Pfarrhaus ein.
Der lutherische Pfarrer Johann Vischer begann nun mit der Reformation in dem damals 110 Einwohner zählenden Ort.
Die im Jahre 1267 geweihte Mauritiuskirche wurde erst 1629 in ein evangelisches Gotteshaus umgebaut, eine Kanzel aufgestellt und zwei Emporen angebaut. Sie untersteht seitdem der evangelischen Landeskirche in Württemberg. Für die katholischen Einwohner des Ortes steht eine moderne Kirche in Hirschlanden als Gotteshaus zur Verfügung.

## Sport und Freizeit
- Sport- und Freizeitgelände Waldstraße
- Waldspielplatz an der Kuhstelle
- Trimm-dich-Pfad an der Betteleiche
- Skateranlage auf dem Sport- und Freizeitgelände Waldstraße

## Regelmäßige Veranstaltungen
In Schöckingen finden jährlich ein Feuerwehr- und ein Dorffest statt.

## Persönlichkeiten
- Christoph Dionysius von Seeger (1740–1808), Gründer der Hohen Karlsschule in Stuttgart
- Carl Haas (1804–1883), Pfarrer, Journalist und theologischer Autor
- Gottlieb Schmid (1868–1937), Landwirt und Politiker